# أنوري (مؤرخ)
أنوري (بالتركية الحديثة: Enveri) ـ (توفي حوالي سنة 1512) هو شاعر ومؤرخ عثماني عاش في القرن الخامس عشر ومطلع القرن السادس عشر الميلادي، ولا يُعرف الكثير عن حياته.
له كتاب عنوانه "دستورنامه"، أرّخ فيه للدولة العثمانية شعرًا في 3730 بيتًا تقع في ثلاثة أقسام: الأول عن التاريخ الإسلامي العام، والثاني عن تاريخ بني آيدين، والثالث عن تاريخ العثمانيين.

## روابط خارجية
- أنوري على موقع ميوزك برينز (الإنجليزية)
- أنوري على موقع ميوزك برينز (الإنجليزية)
- أنوري على موقع ميوزك برينز (الإنجليزية)